# Timothy Simons
Timothy Charles Simons, född 12 juni 1978 i Readfield i Maine, är en amerikansk skådespelare och komiker. Han är bland annat känd för att spela rollen som Jonah Ryan i HBO-serien Veep. Han medverkar också i flera andra filmer och TV-serier, såsom Inherent Vice och The Interview.
Timothy Simons är sedan år 2008 gift med Annie Simons och har tillsammans med henne två barn.